# Naupoda imitans
Naupoda imitans är en tvåvingeart som beskrevs av Meijere 1916. Naupoda imitans ingår i släktet Naupoda och familjen bredmunsflugor. Inga underarter finns listade i Catalogue of Life.